# Чорний президент, або расовий шок
«Чорний президент, або расовий шок» (порт. «O Presidente Negro ou O Choque das Raças») — бразильський науково-фантастичний роман письменника Монтейру Лобату 1926 року.

## Сюжет
Більша частина дії книги відбувається у США у 2228 році. У цьому світі заборонено змішування рас, щоб афроамериканці та білі залишалися генетично чистими. Під час президентських виборів 2228 року чинний президент, білий чоловік Керлоґ, балотується проти білої феміністки, на ім'я Евелін Астор. Чорношкірий лідер Джеймс Рой Вайльд (Джим Рой) відкладає свою підтримку жодного з кандидатів до години перед виборами, коли він оголошує, що він є кандидатом. В результаті 30-хвилинного електронного голосування він перемагає, ставши 88-м і першим чорношкірим президентом США. Однак американські білі змовляються стерилізувати всіх чорношкірих. Роя знаходять мертвим у своєму кабінеті, після чого Керлоґ перемагає на повторних виборах.

## Переклади
Роман було перекладено двома мовами — іспанською та англійською.

## Вибори Президента США 2008 року
Після сорокарічної перерви у виданні «Чорний президент, або расовий шок» була перевидана бразильським видавництвом Editora Globo у березні 2008 року, коли президентська кампанія Барака Обами в США відродила інтерес до цього твору. Книга рекламувалася з таким застереженням: «Будь-яка схожість з реальними подіями є чистим збігом».

## Расизм
У «Чорному президенті» містяться і вихваляються расистські ідеї, що належать до євгенічної думки, яку відстоює, зокрема, французький психолог і фізик-аматор Гюстав Ле Бон (1841–1931), книги якого «Людина і суспільство», «Еволюція сили» і «Еволюція матерії» були давно відомі Лобато.
Расистські ідеї, які Лобато відстоював у своїй роботі, були з ним принаймні з 1900 року, коли у віці 18 років він прочитав книгу Ле Бона «Людина і суспільство» (1881), в якій стверджується, що люди були створені нерівними, що неправильне схрещування є фактором расового виродження, і що жінки будь-якої раси є нижчими навіть за чоловіків «нижчих рас». Прочитавши її, Лобато каже, що відчув себе «перетвореним на купу руїн», настільки сильним був удар, якого він зазнав через свою «домашню католицькість». Хоча він намагався знайти наукову альтернативу своїм расистським ідеям, читаючи Конта і Спенсера, Лобато, схоже, був переконаний ідеями Ле Бона. У роки після публікації його роману книги Іпполіта Тена та Ернеста Ренана, впливових діячів расизму XIX століття, стали важливими джерелами для Лобато, який навіть рекомендував їх своїм друзям.